# Mariana de Jesús (Trolebús de Quito)
Mariana de Jesús es la trigésimo segunda parada del Corredor Trolebús, al norte de la ciudad de Quito. Se encuentra ubicada sobre la avenida 10 de Agosto, intersección con Mariana de Jesús, en la parroquia de Iñaquito. Fue construida durante la administración del alcalde Jamil Mahuad Witt, quien la inauguró el 21 de diciembre de 1996, dentro del marco de la tercera etapa operativa del sistema, que venía funcionando desde marzo únicamente hasta la parada Colón.
El 27 de mayo de 2016, durante la alcaldía de Mauricio Rodas, fue reinaugurada tras un proceso de remodelación que incluyó no solamente el cambio de aspecto de la estructura con vidrio transparente y techos ecológicos, sino que también se la adecuó internamente con red gratuita de wifi, iluminación led, accesibilidades para gente con discapacidad y un moderno sistema de vigilancia.
Toma su nombre de la avenida aledaña, que conecta la ciudad en sentido latitudinal y hace honor a Mariana de Jesús, la primera ecuatoriana beatificada por la Iglesia católica, que vivió a inicios del siglo XVIII en el centro histórico de la urbe. Por ello la iconografía de este andén es la silueta del rostro de la Santa. Sirve al sector circundante, en donde se levantan locales comerciales, hoteles y restaurantes, edificios de apartamentos y oficinas y dependencias públicas (Empresa Eléctrica Quito, Empresa Metropolitana de Alcantarillado y Agua Potable).